# Xã Paradise, Quận Coles, Illinois
Xã Paradise (tiếng Anh: Paradise Township) là một xã thuộc quận Coles, tiểu bang Illinois, Hoa Kỳ. Năm 2010, dân số của xã này là 1.351 người.